# مخطط الطيران

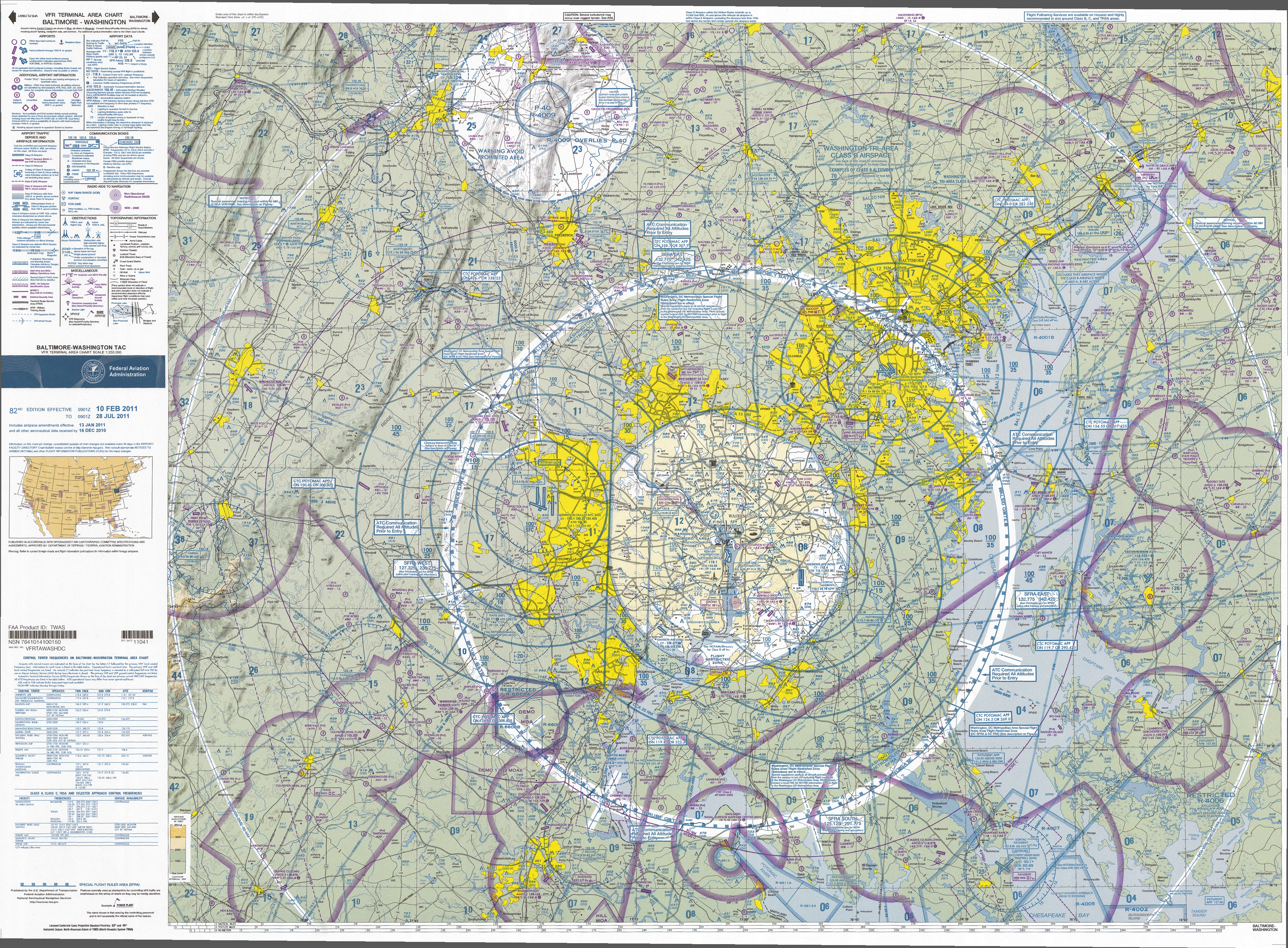
خريطة جوية مقطعية لمطار بالتيمور واشنطن الدولي

مخطط الطيران (aeronautical chart) هو خريطة مصممة للمساعدة في الملاحة بالطائرة، مثلما تفعل الخرائط البحرية للمراكب المائية، أو خريطة الطريق للسائقين. باستخدام هذه المخططات والأدوات الأخرى، يمكن للطيارين تحديد موقعهم، والارتفاع الآمن، وأفضل طريق إلى الوجهة، ومساعدات الملاحة على طول الطريق، ومناطق الهبوط البديلة في حالة الطوارئ أثناء الرحلة، وغيرها من المعلومات المفيدة مثل ترددات الراديو وحدود المجال الجوي. توجد مخططات لجميع الكتل الأرضية على الأرض، ومخططات لمسافات طويلة للسفر عبر المحيطات.
تُستخدم الرسوم البيانية المحددة لكل مرحلة من مراحل الرحلة وقد تختلف من خريطة لمرفق مطار معين إلى نظرة عامة على مسارات الأجهزة التي تغطي قارة بأكملها (على سبيل المثال، مخططات التنقل العالمية)، وأنواع عديدة بينهما.
يتم تصنيف مخططات الطيران المرئية وفقًا لمقياسها، والذي يتناسب مع حجم المنطقة التي تغطيها خريطة واحدة. يتم تقليل مقدار التفاصيل بالضرورة عند تمثيل مناطق أكبر على الخريطة.
- خرائط الطيران العالمية (WACs) لها مقياس من 1: 1،000،000 وتغطي مساحات كبيرة نسبيًا. خارج تغطية (WAC)، يمكن استخدام مخططات الملاحة التشغيلية (ONC). يستخدمون نفس المقياس مثل (WAC)، لكنهم يحذفون بعض المعلومات المفيدة مثل قيود المجال الجوي.
- تغطي المخططات المقطعية عادةً مساحة إجمالية تبلغ حوالي 340 × 340 ميلاً، مطبوعة على جانبي الخريطة. المقياس هو 1: 500000.
- يتم إنشاء مخططات منطقة محطة VFR بمقياس وتغطية مناسبة للمنطقة المجاورة العامة لمطار كبير (1: 250.000). قد يصورون مسارات رحلات VFR المفضلة داخل مناطق المجال الجوي المزدحم.

## استخدم بموجب قواعد الطيران بالأجهزة
عندما تحلق طائرة بموجب قواعد الطيران الآلي (IFR)، لن يكون لدى الطيار غالبًا إشارة مرئية للأرض، وبالتالي يجب أن يعتمد على خارجي (على سبيل المثال GPS أو VOR) تساعد من أجل التنقل. على الرغم من أن مراقبة الحركة الجوية في بعض الحالات قد تصدر موجهات رادار لتوجيه مسار الطائرة، إلا أن ذلك يتم عادة لتسهيل تدفق حركة المرور، ولن يكون الوسيلة الوحيدة للملاحة إلى نقطة مهمة، مثل الموقع الذي تبدأ منه الطائرة. نهج الهبوط.
تحتوي المخططات المستخدمة لرحلات قواعد الطيران الآلي (IFR) على وفرة من المعلومات المتعلقة بمواقع نقاط الطريق، والمعروفة باسم " الإصلاحات "، والتي يتم تحديدها من خلال قياسات من إشارات إلكترونية من أنواع مختلفة، بالإضافة إلى المسارات التي تربط هذه الإحداثيات. تم العثور على معلومات طبوغرافية محدودة فقط في مخططات قواعد الطيران الآلي (IFR)، على الرغم من عرض الحد الأدنى من الارتفاعات الآمنة المتاحة على المسارات.
يتم نشر مخططات الارتفاعات المنخفضة والعالية أثناء الطريق بمقياس يعتمد على كثافة معلومات التنقل المطلوبة في المنطقة المجاورة.
غالبًا ما تتم برمجة المعلومات من مخططات قواعد الطيران الآلي (IFR) في نظام إدارة الطيران أو الطيار الآلي، مما يسهل مهمة اتباع (أو الانحراف عن) خطة الطيران.
توفر منشورات إجراءات المحطة، مثل لوحات الوصول القياسية ولوحات المغادرة القياسية وغيرها من الوثائق، معلومات مفصلة عن الوصول والمغادرة والتدريج (التاكسي) في كل مطار معتمد لديه إمكانيات أجهزة من نوع ما.